# Dicranidion fragile
Dicranidion fragile är en svampart som beskrevs av Harkn. 1885. Dicranidion fragile ingår i släktet Dicranidion och familjen vaxskålar.   Inga underarter finns listade i Catalogue of Life.